# Cononaco
Cononaco je rijeka u Ekvadoru i Peruu, lijevi pritok Curaraya. Cijelim tokom teče kroz Ekvador, čineči granicu između pokrajina Orellana i Pastaza, da bi 300 metara prije ušća izašča na granicu Ekvadora i Perua, koju prati do svojeg ušća u Curaray.

## Vanjske poveznice
|  | Zajednički poslužitelj ima još gradiva o temi Cononaco |